# 3-Déshydroquinate déshydratase
La 3-déshydroquinate déshydratase est une lyase qui catalyse la réaction :
3-déshydroquinate  {\displaystyle \rightleftharpoons }  3-déshydroshikimate + H2O.
Cette enzyme intervient à la troisième étape de la voie du shikimate de biosynthèse des acides aminés aromatiques, ainsi que dans la dégradation du quinate.